# 阿加特

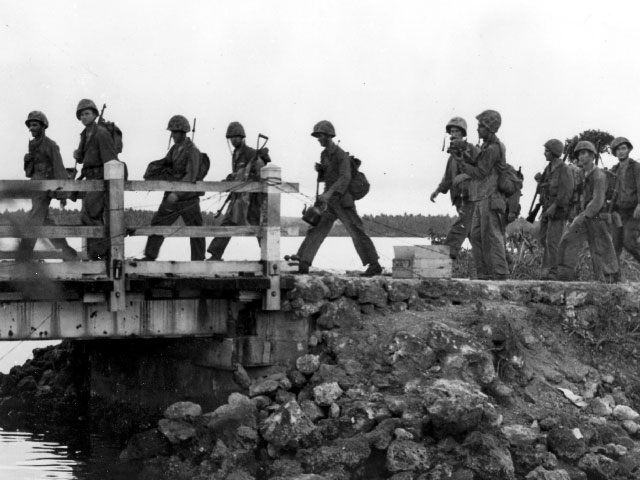
1944年的阿加特

阿加特（英語：Agat）是美国在西太平洋的非合并建制属地关岛中的一座村庄，位于首府阿加尼亚西北处10英里（16），2010年人口4,917人。
关岛教育部服务该岛。